# Cono (célula)

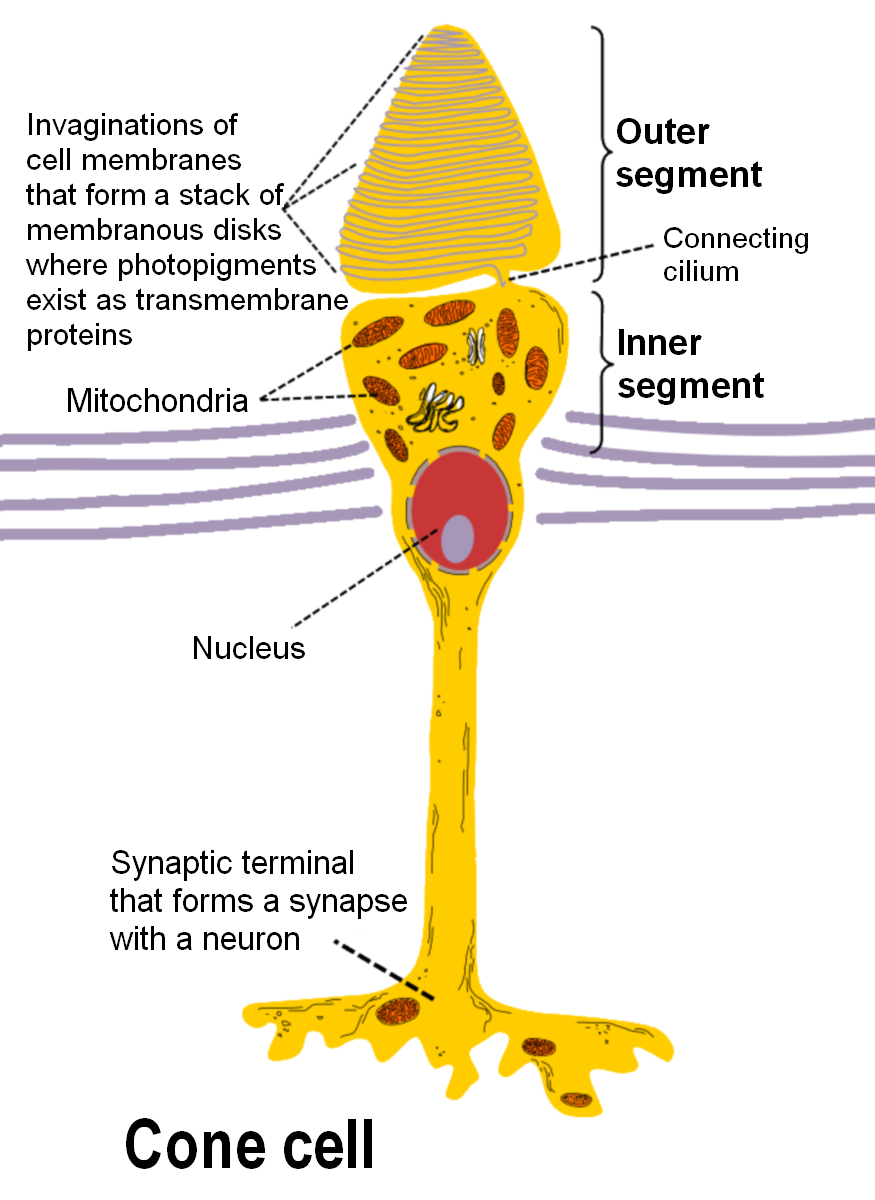
Anatomía de un cono.

Los conos son células fotosensibles que se encuentran situadas en la retina de los vertebrados, en la llamada capa fotorreceptora (también se conoce como capa de conos). Reciben este nombre por la forma cono, idea que tiene su segmento externo. Se extiende desde la capa de fotorreceptores hasta la plexiforme externa. Estas células son las responsables de la percepción del color. Existen tres tipos de conos: los que son sensibles a la luz roja, los sensibles a la luz azul y los sensibles a la luz verde. En este segmento externo nos encontramos unos sacos aplanados que reciben el nombre de discos membranosos. En estos discos membranosos se encuentra el llamado pigmento visual. Estos sacos están en renovación continua, pero solo en los bastones.
En la zona central del cono encontramos el cilio de conexión. En el cilio de conexión se localizan los procesos ciliares; su función es mantener unidos los dos segmentos. A continuación está el segmento interno, que es una zona muy rica en mitocondrias. Aquí podemos distinguir dos regiones: la elipsoide y mioide. En la elipsoide se encuentran numerosas mitocondrias y la mioide es la región donde se acorta o alarga el fotorreceptor. En la prolongación interna del fotorreceptor podemos distinguir dos partes: la fibra conectante y la región sináptica. La fibra conectante tiene un transcurso oblicuo en la retina neural. La prolongación interna de los fotorreceptores se extiende desde la nuclear externa hasta la plexiforme externa. La fibra conectante es rica en neurotubulos y en neurofilamentos y está más desarrollada en los conos que en los bastones. Esta finaliza en la región sináptica, donde se ensancha. La región sináptica es distinta en conos y bastones: los conos son pedículos y los bastones son esférulas. En la región sináptica es donde el fotorreceptor va a hacer sinapsis con los procesos nerviosos de las neuronas bipolares y las neuronas horizontales. 
En la especie humana y en muchos otros primates, existen tres tipos diferentes de conos, cada uno de ellos es sensible de forma selectiva a la luz de una longitud de onda determinada, verde, roja y azul. Esta sensibilidad específica se debe a la presencia de tres sustancias llamadas opsinas:
- La eritropsina tiene mayor sensibilidad para las longitudes de onda largas de alrededor de 700 nanómetros (luz roja).
- La cloropsina para longitudes de onda medias de unos 530 nanómetros (luz verde).
- La cianopsina con mayor sensibilidad para las longitudes de onda pequeñas de unos 430 nanómetros (luz azul).

Los 3 tipos de conos mencionados más arriba son llamados:
Tipo L: sensibles a longitudes de onda larga
Tipo M: sensibles a longitudes de onda mediana
Tipo S: sensibles a longitudes de onda corta (corta = short [en inglés])
El cerebro interpreta los colores a partir de la razón de estimulación de los tres tipos de conos.
Las señales generadas en los conos se transmiten en la retina a las células bipolares que conectan con las células ganglionares de donde parte el nervio óptico que envía la información al cerebro.